# 仙女湖镇
仙女湖镇是中国重庆市丰都县下辖的一个镇。

## 行政区划
仙女湖镇辖11个行政村。
- 村：陈家嘴村、黄沙村、李家湾村、长岭村、卢家山村、竹子村、花泉村、野桃坝村、厢坝村、硝厂沟村、金竹林村